# Bermudische Cricket-Nationalmannschaft
Die bermudische Cricket-Nationalmannschaft (englisch Bermuda national cricket team), deren Spieler auch unter dem Spitznamen Gombey Warriors bekannt sind, vertritt das britische Überseegebiet Bermuda auf internationaler Ebene in der Sportart Cricket. Das Team wird vom Verband Bermuda Cricket Board (BCB) geleitet und ist seit 1966 assoziiertes Mitglied im International Cricket Council. Damit gehört es zur zweiten Reihe der Nationalmannschaften und gilt, zusammen mit Kanada und den Vereinigten Staaten, traditionellerweise als eine der stärksten Nationalmannschaften des amerikanischen Doppelkontinentes hinter dem Vollmitglied der West Indies. Seit 2019 verfügt Bermuda, wie alle ICC-Mitglieder, über vollen T20I-Status. Größter Erfolg bei Turnieren war die Teilnahme an der Vorrunde beim Cricket World Cup (2007). In Bermuda gilt Cricket als Nationalsport und das Überseegebiet ist eines der wenigen der Region, das keine Spieler für das West Indies Cricket Team stellt.

## Geschichte

### Einführung und Verbreitung von Cricket
Das erste bekannte Cricketspiel in Bermuda fand am 30. August 1844 statt, als eine Garnisonsmannschaft gegen eine andere Armeemannschaft verlor. 1845 folgte die Gründung des Bermuda Cricket Club, der sowohl von Einheimischen als auch von britischen Soldaten Unterstützung erhielt. 1891 wurde erstmals eine bermudische Cricket-Nationalmannschaft zusammengestellt, als das Team Philadelphias Bermuda besuchte, womit die regelmäßigen internationalen Matches gegen US-amerikanische Mannschaften begannen. 1902 spielte Somerset erstmals gegen St. George’s und dieses Spiel wird seitdem jährlich an einem Feiertag ausgetragen. 1905 war der Hamilton Cricket Club der erste bermudische Verein, der eine Tour unternahm und in New York City sowie Philadelphia spielte. 1911 besuchte die Nationalmannschaft erstmals die Vereinigten Staaten und gewann zweimal gegen Philadelphia. Im zweiten Spiel erzielte Gerald Conyers in beiden Innings jeweils ein Hattrick und nahm in dem Spiel insgesamt 15 Wickets. Das erste vollwertige Länderspiel absolvierten die Bermuder jedoch erst 1912, als die Australier erstmals zu Besuch waren und in ihren Innings für je 112 sowie 102 Runs ausgebowlt wurden; dennoch gewannen die Gäste mit 57 Runs. Ein Jahr später kehrte Australien zurück und gewann mit einem Innings, ebenso besiegten die Gäste eine bermudische „farbige“ Auswahl, und erzielten je ein Sieg und Remis gegen Hamilton.
Nach den 1920er Jahren verlagerte sich der Fokus des bermudischen Crickets auf die Westindischen Inseln, wobei regelmäßige Besuche des West Indies Cricket Team erst ab den 1950er Jahren erfolgten. Sir Julien Cahns Auswahlmannschaft war 1933 eine der wenigen, die in den Zwischenkriegsjahren eine Tour nach Bermuda unternahm, die fünf Matche dieser Tour sorgten noch für Jahre für Gesprächsstoff. Im selben Jahr spielte der in Bermuda geborene Cricketspieler Alma Hunt für das West Indies Cricket Team, es gab jedoch Zweifel an seiner Spielberechtigung für diese Mannschaft. Dies lag mehr an der Frage, ob Bermuda Teil der West Indies sei und weniger an Hunts persönlicher Verfügbarkeit für die bermudische Mannschaft. So nahm er auf der englischen Tour 1933 an Aufwärmspielen teil. Hunt wurde für Aufwärmspiele für die West Indies berufen, nahm jedoch nicht an der Englandtour der West Indies 1933 teil. 1939 besuchten die West Indies Bermuda.

### Nachkriegsjahre
Nach dem Zweiten Weltkrieg erfuhr das Cricket in Bermuda wieder größere Beliebtheit. 1948 schloss sich die Somers Isles Cricket League mit dem Bermuda Cricket Club zum Dachverband Bermuda Cricket Board of Control zusammen. Daraufhin fanden mehr internationale Spiele statt, häufig als Tourspiele der Testnationen bei Touren in die West Indies. 1952 gewann Trinidad die Serie von zwei Spielen gegen Bermuda mit 1–0. Ein Jahr später besuchte der Marylebone Cricket Club (MCC), angeführt von Len Hutton, Bermuda und erzielte in beiden Dreitagesspielen ein Remis. 1958 erfolgte der Besuch Bermudas in Jamaika sowie der von Pakistan in Bermuda. 1960 besuchte die Bermuder erstmals England.
Bermuda ist auch der Ort, an dem der erste nicht in Yorkshire geborene Spieler für den Yorkshire County Cricket Club spielte. Nach einer traditionellen Regel Yorkshires durfte niemand, der außerhalb des County geboren ist, für die Mannschaft spielen (die Regel wurde in den 1990er Jahren abgeschafft). Die Regel wurde 1964 gebeugt, um es Garry Sobers zu ermöglichen, für die Mannschaft unter ihrem Kapitän Brian Close während eines Festes in Bermuda zu spielen. Die Gäste gewannen das Spiel mit 190 Runs. Ein Jahr später besuchte Neuseeland Bermuda und erzielte ein Remis gegen die Nationalmannschaft.
Ab 1966 war Bermuda ein assoziiertes Mitglied der International Cricket Conference (ICC, heute International Cricket Council). Drei Jahre später besiegte es die Niederlande in Haarlem mit einem Innings. 1970 besuchte Glamorgan vor dem Beginn der heimischen Saison Bermuda, verlor jedoch das Zweitagesspiel gegen St. George’s. Ein Jahr später fand in Hamilton das möglicherweise einzige Länderspiel einer Männernationalmannschaft gegen eine Frauennationalmannschaft statt, als Bermuda England empfing und ein Remis erzielte. Im April 1972 genoss erstmals ein Spiel gegen Neuseeland First-Class-Status, endete jedoch in einer Niederlage. Es war für mehr als 30 Jahre das einzige Spiel Bermudas mit diesem Status; erst 2004 bestritten die Bermuder ihr zweites First-Class-Match, diesmal gegen die Vereinigten Staaten. Beide Spiele wurden daheim im Bermuda National Stadium ausgetragen. 1974 besiegte der MCC Bermuda mit einem Innings. Im selben Jahr gewann Australien in Bermuda alle seine fünf Spiele, während das einzige gegen die Nationalmannschaft angesetzte Spiel wegen Regens ausfiel.

### Erste Turnierteilnahmen
Für den ersten Cricket World Cup 1975 erhielten die Bermuder keine Einladung. Seit 1979 nahmen sie an mehreren internationalen Turnieren wie der ICC Trophy teil, die von Alma Hunt, dem damaligen bermudischen Repräsentanten beim ICC, vorgeschlagen worden waren. Bereits bei der ersten ICC Trophy 1979 erreichte Bermuda das Halbfinale und bei der zweiten ICC Trophy 1982 unbesiegt das Finale, das gegen Simbabwe verloren ging. Beides war für die Qualifikation für die Cricket World Cups der Jahre 1979 und 1983 jedoch nicht ausreichend. Bei den darauf folgenden Turnieren gelang es den Bermudern nicht, diesen Erfolg zu wiederholen. Hunt selbst gilt as der beste Cricketspieler, den Bermuda hervorgebracht hat, er konnte aber nicht für sein eigenes Land spielen und trat später für Schottland an. Ab 1966 diente Hunt für insgesamt 18 Jahre als Vorsitzender des bermudischen Verbandes.
Die ICC Trophy 1986 beendeten die Bermuder auf dem vierten Platz, womit sie den Cricket World Cup 1987 verpassten. Bei der ICC Trophy 1990 erlitten sie ihr schlechtestes Abschneiden bei diesem Turnier, schieden bereits in der Vorrunde aus und versäumten den Cricket World Cup 1992. Ein Jahr später gewann Australien gegen die Nationalmannschaft mit 93 Runs und 1993 gewann Pakistan beide Spiele gegen Bermuda. Im selben Jahr besuchte Derbyshire vor dem Beginn der Saison Bermuda und gewann beide Spiele gegen die Nationalmannschaft sowie die Spiele gegen die U-25-Nationalmannschaft, Somerset und St. George’s. Darauf erfolgte der Besuch einer Auswahlmannschaft der West Indies, die ihre Spiele gegen die Auswahlmannschaften Board President’s XI und Board XI, die U-25-Nationalmannschaft, Somerset und zweimal gegen die Nationalmannschaft gewann. Bei der ICC Trophy 1994 erreichte Bermuda den vierten Platz und verpasste damit den Cricket World Cup 1996 knapp. Zwei Jahre später nahmen die Bermuder erstmals am One-Day Cup in den West Indies teil, verloren jedoch alle sechs Spiele. In Vorbereitung auf die Americas Championship fand in Barbados der Caribbean-Atlantic Cup statt, an dem neben dem Gastgeber auch Bermuda, Kanada und die Vereinigten Staaten teilnahmen. Bermuda beendete das Turnier hinter dem Gastgeber auf dem zweiten Platz. Anschließend empfingen die Bermuder Neuseeland, unterlagen den Gästen jedoch mit vier Wickets. Bei der ICC Trophy 1997 scheiterten die Bermuder an der Qualifikation für den Cricket World Cup 1999. Danach empfingen sie Indien, das die National- und eine Auswahlmannschaft besiegte. Ein Jahr später verlor Bermuda alle drei Spiele beim Red Stripe Bowl, ebenso 1999. Danach gewann die Nationalmannschaft in Kanada zwei Spiele gegen den Gastgeber, unterlag jedoch der U-23. Bei der Americas Championship 2000 – damals Americas Cricket Cup genannt – belegte Bermuda hinter Kanada den zweiten Platz. Beim Red Stripe Bowl erzielte die Nationalmannschaft gegen die Cayman Islands ihren ersten Sieg in diesem Turnier, es gelang ihr jedoch nicht, über die erste Runde hinauszukommen. Bei der ICC Trophy 2001 belegten die Bermuder den neunten Platz, womit sie auch den Cricket World Cup 2003 verpassten. Ein Jahr später folgte in der Americas Championship der vierte Platz. 2003 erfolgte die Umbenennung des Verbandes in Bermuda Cricket Council (BCB).

### Auf dem Weg zur ersten Weltmeisterschaftsteilnahme

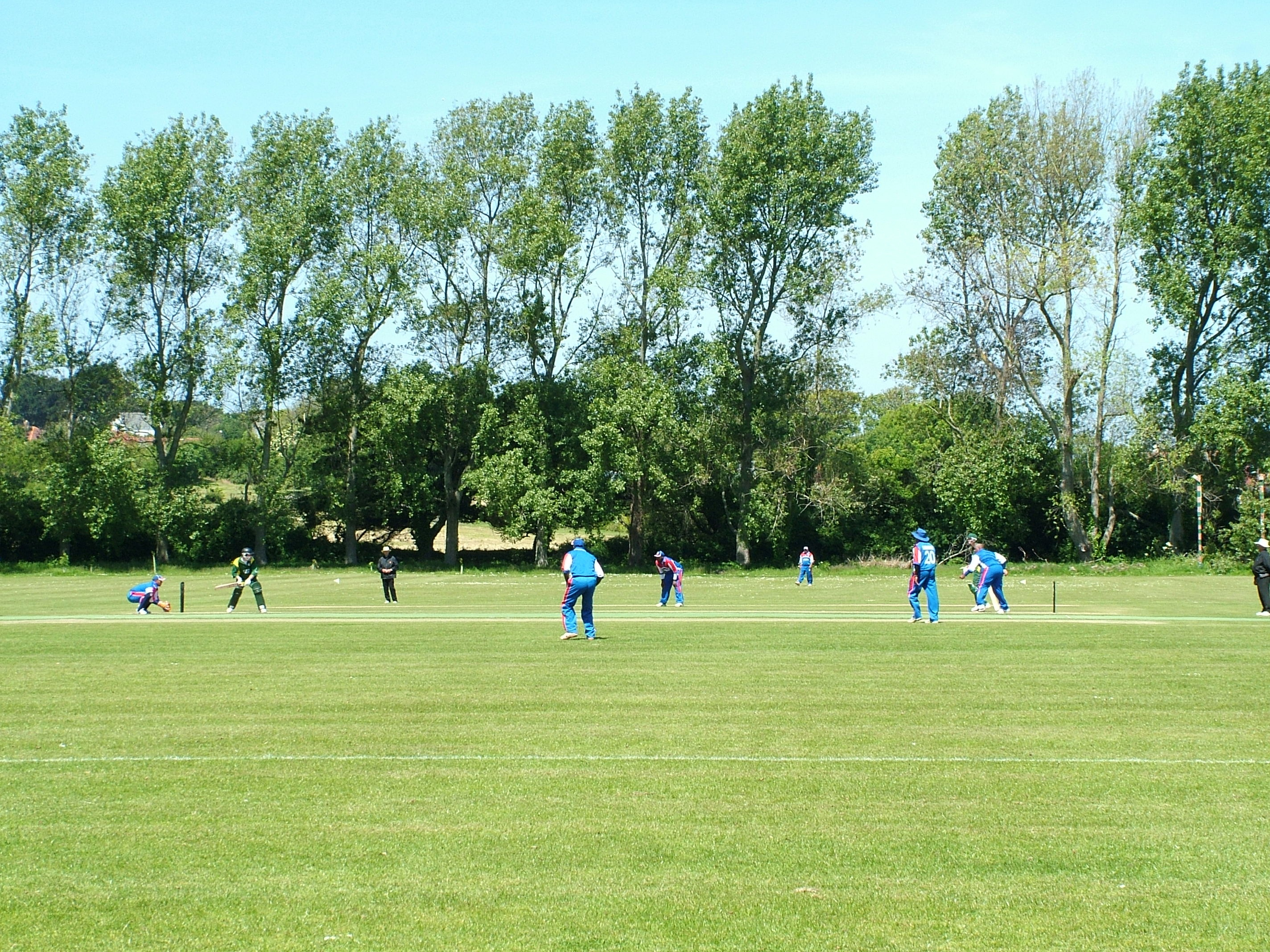
Cricketspiel zwischen Bermuda und Guernsey auf dem College Field, Saint Peter Port, Guernsey (2006)

2004 nahm Bermuda am ersten Intercontinental Cup teil und traf in seiner Gruppe auf Kanada und die Vereinigten Staaten. Die Mannschaft schied jedoch in der Gruppenphase aus, nachdem sie den Vereinigten Staaten unterlegen war und gegen Kanada ein Remis erzielt hatte. Im selben Jahr waren die Bermuder erstmals Gastgeber der Americas Championship, die sie hinter Kanada und den Vereinigten Staaten auf dem dritten Platz abschlossen. Bei der zweiten Austragung des Intercontinental Cup 2005 gewannen sie zwar die amerikanische Gruppe nach Siegen gegen Kanada und die Cayman Islands in Kanada, im Oktober desselben Jahres erzielten sie jedoch im Halbfinale gegen Kenia ein Remis. Da die Kenianer im ersten Innings einen Bonuspunkt erzielt hatten und es vermieden, im zweiten Innings von Bermuda ausgebowlt zu werden, qualifizierten sich diese für das Finale. Während das Finale ausgetragen wurde, empfingen die Bermuder Namibia für zwei ODIs, die sie beide verloren. Umstrittene Vorfälle überschatteten die Serie, als der Gastgeber den Namibiern rassistische Beleidigungen vorwarf und während des zweiten Spieles das Spielfeld verließ, nachdem mehrere Bouncer gegen die Lower order Batter gespielt worden waren. Das Namibia Cricket Board wies die Rassismusvorwürfe zurück. Bermudas wohl größter Cricket-Moment geschah am 7. Juli 2005, als die Nationalmannschaft das Halbfinale der ICC Trophy 2005 erreichte. Damit qualifizierte es sich für den Cricket World Cup 2007 in den West Indies und erhielt vom 1. Januar 2006 bis zur ICC Cricket World Cup Qualifier 2009 ODI-Status zugesprochen. Damit war Bermuda sowohl nach Fläche als auch Einwohnerzahl das kleinste Land, dem dies gelang. Bermuda war jedoch auch das einzige Land in dieser Kategorie, das über kein geeignetes Stadion für die Heimaustragung von ODIs verfügte, da das ICC das Bermuda National Stadium als nicht geeignet einstufte.
Bermudas erste internationale Matches 2006 verliefen enttäuschend, da es jede Partie seiner fünf Spiele umfassenden Tour in die Vereinigten Arabischen Emirate verlor. Im April 2006 waren die Bermuder Gastgeber des T20I-Turnieres World Cricket Classic. Im Mai 2006 bestritten sie ihr erstes ODI und bezwangen Kanada im Queen’s Park Oval, Port of Spain, Trinidad und Tobago, bei einem Tri-Nations-Turnier mit drei Wickets. Damit war Bermuda nach Australien, Neuseeland und Simbabwe die vierte Mannschaft, die ihr erstes ODI gewann. Die Bermuder unterlagen jedoch im zweiten ODI Simbabwe mit 194 Runs, nachdem sie 338 Runs für sieben Wickets zugelassen hatten. Anschließend unterlagen sie im Finale erneut Simbabwe, diesmal mit 83 Runs.
Im Juli 2006 unterlag Bermuda beim Stanford 20/20-Knock-out-Turnier Jamaika und schied damit aus. Für die Teilnahme erhielt es ein Preisgeld von 100.000 $. Im darauf folgenden Monat besuchten die Bermuder Kanada für ein Viertagesspiel im Rahmen des Intercontinental Cup 2006 und zwei ODIs. Sie unterlagen im Viertagesspiel, das sich in der letzten Stunde entschied, mit neun Wickets, gewannen jedoch die beiden ODIs gegen Kenia und die Niederlande. Während des Aufenthaltes in Kanada nahmen die Bermuder im August an der Division One der ICC Americas Championship teil und gewannen erstmals dieses Turnier, nachdem sie in allen Spielen unbezwungen geblieben waren. Im November besuchten die Bermuder Kenia für ein Match des Intercontinental Cup und drei ODIs. In dem von Regen beeinflussten Spiel des Intercontinental Cup erzielten sie ein Remis und schieden damit aus dem Turnier aus, während die drei ODIs verloren gingen. Bermuda besuchte daraufhin Südafrika für ein Match des Intercontinental Cup gegen die Niederlande. Dort erzielte die Nationalmannschaft ein Remis, dessen Höhepunkt ein neues Rekord-Innings durch Glamorgans Batter David Hemp war, der 247 Runs ohne den Verlust seines Wickets erzielte. Es handelte sich um das höchste individuelle Ergebnis in der Turniergeschichte. Darauf folgte eine Triangular Series mit Kanada und den Niederlanden. Bermuda verlor die ersten drei Spiele, konnte aber die Niederlande im letzten Spiel mit einem niedrigen Ergebnis bezwingen.
Ende Januar 2007 besuchten die Bermuder Kenia für Division One der World Cricket League 2007–09. Sie verloren vier ihrer fünf Spiele: mit zehn Wickets gegen den späteren Gewinner Kenia, mit vier Wickets gegen Irland, mit 56 Runs gegen Kanada (nachdem sie innerhalb von 16 Over ausgebowlt worden waren) und mit acht Wickets gegen die Niederlande. Der einzige Sieg gelang gegen Schottland mit fünf Wickets. Bermuda belegte den letzten Gruppenplatz hinter Irland wegen der schlechteren Net Run Rate (Bermuda mit −1.310, Irland mit −0.061). Damit verpasste es die erste World Twenty20 2007. Es folgte die Associates Triangular Series auf dem Antigua Recreation Ground in St. John’s, Antigua und Barbuda, bei der die Bermuder auf Bangladesch und Kanada trafen. Im Eröffnungsspiel gegen Bangladesch erzielten sie 205/8 in ihren 50 Over, wobei Lionel Cann mit 33 Runs in 23 Bällen der beste Batter war. Bangladeschs Opening Batter Shahriar Nafees beendete jedoch Bermudas Hoffnungen auf einen Sieg, nachdem er 104 Runs ohne den Verlust seines Wickets erzielt hatte und seine Mannschaft zu einem Sieg mit acht Wickets führte. Im Spiel gegen Kanada begannen die Bermuder am Schlag und erzielten 206/8 in 50 Over, wozu vor allem die Partnerschaften zwischen dem Kapitän Irving Romaine und Saleem Mukuddem mit 57 Runs sowie zwischen Lionel Cann und Delyone Borden mit 38 Runs beitrugen. Cann schlug dabei 42 Runs aus nur 25 Bällen, darunter fünf Boundaries. Im kanadischen Innings brillierte der Opener Abdool Samad auf ähnliche Weise wie Nafees einen Tag zuvor. Seine 83 Runs aus 86 Bällen brachte Kanada mit 135/3 an den Rande eines Sieges. Delyone Bordens Spin Bowling brachte Bermuda wieder zurück ins Spiel, als er vier Wickets für nur 33 Runs nahm und Kanada auf 179/6 beschränkte; Kanada erreichte jedoch 207/7.

### Erste Weltmeisterschaftsteilnahme
Als Vorbereitung auf den Cricket World Cup 2007 bestritt Bermuda in St. Vincent zwei Aufwärmspiele: am 5. März 2007 gegen England und drei Tage später gegen Simbabwe. Die Engländer erzielten 286/8 in ihren 50 Over, wozu Jamie Dalrymple zügige 76 Runs beitrug, sowie Ian Bell und Kevin Pietersen mit 46 bzw. 43 Runs. Das bermudische Innings endete bereits nach 22.2 Over, nachdem England alle zehn Wickets für nur 45 Runs genommen hatte, der beste bermudische Batter erzielte lediglich elf Runs. Jon Lewis nahm drei Wickets, James Anderson und Andrew Flintoff je zwei. Gegen Simbabwe begannen sie am Schlag, verloren ihre Wickets jedoch rasch. Janeiro Tucker erzielte 56 Runs, war jedoch nur einer von vier Spielern mit einer zweistelligen Run-Zahl, bevor Bermuda mit dem letzten Ball für 136 Runs ausgebowlt wurde. Simbabwe verlor zwei Wickets innerhalb der ersten drei Over, Sean Williams brillierte jedoch mit 72 Runs ohne den Verlust seines Wickets und ließ Simbabwe die Vorgabe von 137 Runs innerhalb von 29 Over erreichen, das nur vier Wickets verlor.
Nach mehr als einem Jahr mit enttäuschenden Niederlagen widerfuhren Bermuda bei der ersten Teilnahme am Cricket World Cup drei zu erwartende deutliche Niederlagen gegen die etablierten Testnationen Sri Lanka, Indien und Bangladesch in der Gruppenphase. Im Eröffnungsspiel erzielten die Bermuder nur 78 Runs, nachdem Sri Lanka 321/6 vorgegeben hatte. Im zweiten Spiel gegen Indien taten sie sich mit dem Bowling schwer und Indien erzielte das höchste Ergebnis bei einem Cricket World Cup: 413/5. Im bermudischen Innings erzielte David Hemp mit 76 Runs ohne den Verlust seines Wickets das erste bermudische Fifty bei einem Cricket World Cup. Außer Hemp taten sich die Batter ebenfalls schwer: der zweitbeste war Dean Minors mit 21 Runs, und fünf der elf Spieler schieden mit einem Duck (null Runs) aus, woraufhin Bermuda mit dem damals höchsten Ergebnis von 257 Runs unterlag. Für großes Aufsehen sorgte der Catch von Dwayne Leverock. Er war beim Turnier mit 127 kg einer der schwersten Spieler und fing den Ball mit einem spektakulären Sprung. Regen beeinflusste das letzte Spiel gegen Bangladesch stark: Nachdem die Partie anfänglich auf 41 Over pro Mannschaft reduziert worden war, musste es später auf nur 21 Over je Mannschaft reduziert werden. Bermuda erzielte 94/9 und David Hemp war wieder der beste Batter (mit 23 Runs); Bangladesch erreichte 96 Runs innerhalb von 17.3 Over und verlor dabei nur drei frühe Wickets.
Nach dem World Cup besuchten die Bermuder Dänemark, wo sie beide Spiele gegen die Nationalmannschaft verloren. Im August 2007 erlitten sie während des Intercontinental Cup 2007–08 deutliche Niederlagen gegen Irland und die Niederlande, aber auch in der ODI-Serie in den Niederlanden verloren sie beide Spiele. Zwischen Oktober und November absolvierten sie die übrigen Spiele während des Intercontinental Cup in Kenia und die Vereinigten Arabischen Emirate und bestritten ODI-Serien gegen beide Mannschaften, die sie jedoch verloren. Bermuda schloss das Turnier auf dem letzten Platz ab. In Kenia trafen die Bermuder auch auf Uganda und schafften in der zwei Spiele umfassenden Serie ein Unentschieden.

### Weiterer Niedergang und Kollaps

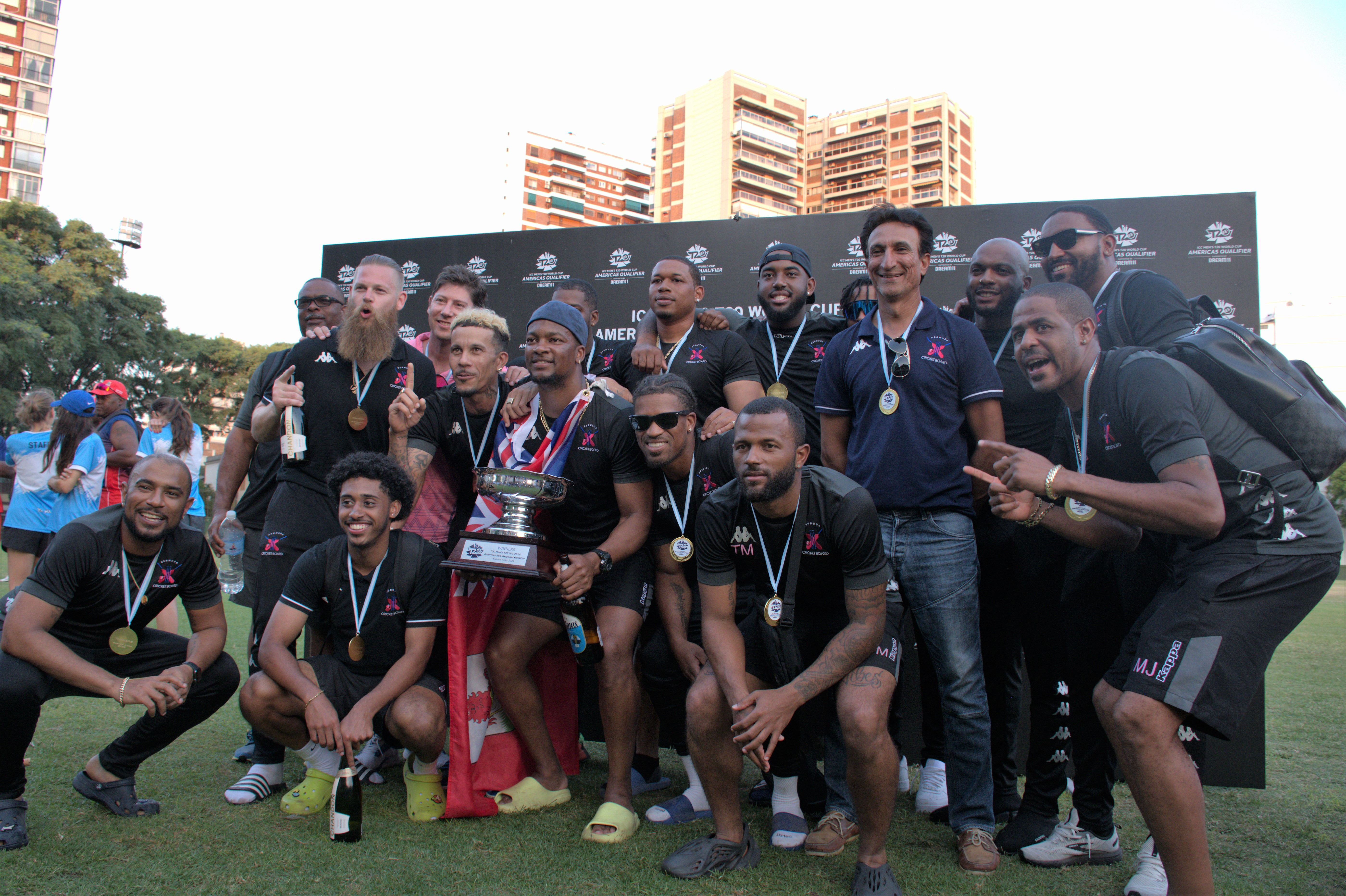
Die bermudische Mannschaft nach dem Gewinn des T20 World Cup 2024 Americas Subregional Qualifier

2008 unterlagen die Bermuder in der zweiten Stanford 20/20 Guyana mit neun wickets in der ersten Runde. Danach gewannen sie in Kanada die ODI-Serie mit 2–1, ebenso das Spiel im Rahmen des Intercontinental Cup. Danach empfingen sie für ihr erstes Heimspiel bei diesem Turnier seit 2004 Schottland, unterlagen jedoch. Den World Twenty20 Qualifier 2008 beendeten sie auf dem letzten Platz und verpassten so die World Twenty20 2009. Danach bestritten die Bermuder in den Niederlanden eine ODI-Serie von zwei Spielen, unterlagen in dieser jedoch mit 0–1. In der Associates Tri-Series in Kanada verloren die Bermuder ihre beiden Spiele gegen den Gastgeber und die West Indies in King City. Die Americas Championship in Florida beendeten sie hinter dem Gastgeber auf dem zweiten Platz.
Danach nahmen die Bermuder an der Cricket World Cup Qualifier 2009 teil und landeten auf dem neunten Platz, worauf sie in die Division Two der World Cricket League 2011 abstiegen und sich für die Intercontinental Shield 2009–10 qualifizierten. Infolgedessen verloren sie auch ihren ODI-Status. Aufgrund des Abstieges versäumten sie den Cricket World Cup 2011. In der Intercontinental Shield 2009–10 belegten sie nach Niederlagen gegen Uganda, Namibia und den Vereinigten Arabischen Emiraten nur den letzten Gruppenplatz. Außerdem verpassten sie dadurch die Intercontinental Cups der Jahre 2009–2010, 2011–2013 und 2015–2017. Am World Twenty20 Qualifier 2010 für die World Twenty20 2010 nahmen sie ebenfalls nicht teil, während sie beim World Twenty20 Qualifier 2012 nur den 13. Platz erreichten und damit die World Twenty20 2012 verpassten.
Während der Division Two landeten die Bermuder auf dem letzten Platz und stiegen in die Division Three 2013 ab. Im April 2013 waren sie Gastgeber der Division Three und schlossen das Turnier auf dem vierten Platz ab, was für den Klassenerhalt ausreichend war. Während der World Twenty20 Qualifier 2013 für die World Twenty20 2014 endete Bermuda, nach Siegen gegen Dänemark und einen Überraschungssieg gegen Schottland, dank des guten Bowlings von Jacobi Robinson, auf dem 14. Platz. Während der Division Three 2014 unterlag Bermuda fast allen Mannschaften und erzielte nur gegen Malaysia einen Sieg. Damit landete es erneut auf dem letzten Platz und stieg in die Division Four 2016 ab. Innerhalb von sechs Jahren rutsche Bermuda vom Cricket World Cup Qualifier bis in die Division Four 2016 ab. Damit erreichte die Nationalmannschaft nicht die Qualifikationsturniere der beiden Cricket World Cups 2015 und 2019.
Bermuda scheiterte bereits in der regionalen Qualifikation zum World Twenty20 Qualifier 2015 für die World Twenty20 2016 an Kanada und den Vereinigten Staaten. In der Division Four 2016 gelang mit dem vierten Platz wieder nur der Klassenerhalt. Beim T20 World Cup Qualifier 2019 schieden die Bermuder bereits in der Vorrunde aus und verpassten somit den T20 World Cup 2021. In der Division Four 2018 erreichten sie nur den sechsten Platz und stiegen in die Division Five ab, die später in die ICC Cricket World Cup Challenge League 2019–2022 verändert wurde. Diese war einer der Qualifikationswege zum Cricket World Cup 2023. 2021 scheiterte Bermuda in der regionalen Qualifikation zum T20 World Cup 2022 wieder an den Vereinigten Staaten und Kanada. Nachdem Bermuda im Juni 2022 in der Cricket World Cup Challenge League alle seine fünf Spiele verloren hatte, verpasste es die Qualifikation für das Hauptturnier. In der Amerika-Qualifikation 2023 endete der Gastgeber Bermuda punktgleich mit Kanada, verpasste den T20 World Cup 2024 jedoch aufgrund einer schwächeren Net Run Rate, nachdem es im letzten Spiel von diesem Gegner ausgebowlt worden war. Beim Cricket World Cup Challenge Play-off 2024 versäumte Bermuda die Qualifikation für die Cricket World Cup Challenge League 2023–2026 und damit den Cricket World Cup 2027. In der Amerika-Qualifikation 2025 in Kanada erzielte Bermuda drei Siege, erlitt aber auch drei Niederlagen, womit es die Qualifikation zum T20 World Cup 2026 versäumte.

## Organisation
Das Bermuda Cricket Board (BCB) wurde 1948 als Bermuda Cricket Board of Control (BCBC) mit dem Zusammenschluss des 1845 gegründeten Bermuda Cricket Club und der Somers Isles Cricket League gegründet und nahm 2003 seinen heutigen Namen an. Er ist verantwortlich für die Organisation des Crickets in Bermuda. Seit 1966 vertritt der Verband die Insel beim International Cricket Council (ICC) als assoziiertes Mitglied. Bermuda ist eines der englischsprachigen Gebiete der Region, das nicht Mitglied von Cricket West Indies ist und seine Spieler können nicht für das West Indies Cricket Team nominiert werden.
Das Bermuda Cricket Board stellt die Bermuda vertretenden Cricket-Nationalmannschaften, einschließlich der für die Männer, Frauen und Jugend, zusammen. Der Verband ist außerdem für die Durchführung von T20I-Serien gegen andere Nationalmannschaften sowie die Organisation von Heimspielen und -turnieren verantwortlich. Neben der Aufstellung des Teams kümmert er sich auch um den Kartenverkauf, die Gewinnung von Sponsoren und die Vermarktung der Medienrechte.
Kinder und Jugendliche werden bereits in der Schule an den Cricketsport herangeführt und je nach Interesse und Talent beginnt dann die Ausbildung. Wie andere Cricketnationen verfügt Bermuda über eine U-19-Nationalmannschaft, die an der entsprechenden Weltmeisterschaft teilnimmt.

## Trikots, Logo und Spitzname
Im T20I-Cricket tragen bermudische Spieler blaue Trikots mit roten Farbakzenten sowie blauen Ärmeln und einem weißen Halskragen sowie blauen Hosen. Feldspieler tragen eine blaue Baseball-Kappe oder einen blauen Sonnenhut. Die Helme der Batter sind ebenfalls blau gehalten. Bei offiziellen ICC-Turnieren erscheint das Logo des Sponsors auf dem rechten Ärmel und die Aufschrift Bermuda auf der Vorderseite des Trikots.
Das Logo des Bermuda Cricket Board zeigt ein Wicket mit gekreuzten Cricketschlägern und einen Cricketball dahinter, umrahmt vom Schriftzug Bermuda Cricket Board.
Der Spitzname der bermudischen Cricket-Nationalmannschaft lautet Gombey Warriors, abgeleitet vom farbenfrohen Maskentanz auf Bermuda, dem Gombey.

## Stadien
Bermuda verfügt über kein offizielles Heimstadion für seine Nationalmannschaft, sondern bestreitet Heimspiele in verschiedenen Stadien. Die bermudische Mannschaft nutzte bisher auf heimischen Boden zwei Stadien für die Austragung von Heimspielen:
| Nr. | Stadion                  | Stadt             | Erstaustragung  |
| --- | ------------------------ | ----------------- | --------------- |
| 1   | White Hill Field         | Sandys Parish     | 18. August 2019 |
| 2   | Bermuda National Stadium | Devonshire Parish | 19. August 2019 |

## Spieler

### Spielerstatistiken
Insgesamt haben für Bermuda 38 Spieler ODIs und 44 Spieler T20Is gespielt. Im Folgenden sind die Spieler aufgeführt, die für die bermudische Mannschaft die meisten Runs und Wickets erzielt haben.

#### Runs
| ODI                 | ODI                 | ODI                 | ODI                 | T20I                | T20I                | T20I                | T20I                |
| Spieler             | Zeitraum            | ODIs                | Runs                | Spieler             | Zeitraum            | T20Is               | Runs                |
| ------------------- | ------------------- | ------------------- | ------------------- | ------------------- | ------------------- | ------------------- | ------------------- |
| Irving Romaine      | 2006–2009           | 35                  | 783                 | Delray Rawlins      | 2019–heute          | 41                  | 1.169               |
| David Hemp          | 2006–2009           | 22                  | 641                 | Tre Manders         | 2021–heute          | 29                  | 0852                |
| Lionel Cann         | 2006–2009           | 26                  | 590                 | Kamau Leverock      | 2019–2023           | 29                  | 0842                |
| Janeiro Tucker      | 2006–2009           | 26                  | 496                 | Terryn Fray         | 2019–heute          | 40                  | 0560                |
| Dean Minors         | 2006–2007           | 20                  | 478                 | Onias Bascome       | 2019–heute          | 36                  | 0559                |
| Stand: 3. Juli 2025 | Stand: 3. Juli 2025 | Stand: 3. Juli 2025 | Stand: 3. Juli 2025 | Stand: 3. Juli 2025 | Stand: 3. Juli 2025 | Stand: 3. Juli 2025 | Stand: 3. Juli 2025 |

#### Wickets
| ODI                 | ODI                 | ODI                 | ODI                 | T20I                | T20I                | T20I                | T20I                |
| Spieler             | Zeitraum            | ODIs                | Wickets             | Spieler             | Zeitraum            | T20Is               | Wickets             |
| ------------------- | ------------------- | ------------------- | ------------------- | ------------------- | ------------------- | ------------------- | ------------------- |
| Dwayne Leverock     | 2006–2009           | 32                  | 34                  | Derrick Brangman    | 2019–heute          | 36                  | 48                  |
| Saleem Mukuddem     | 2006–2007           | 20                  | 23                  | Delray Rawlins      | 2019–heute          | 41                  | 37                  |
| Kevin Hurdle        | 2006–2007           | 19                  | 23                  | Dominic Sabir       | 2021–heute          | 34                  | 30                  |
| Rodney Trott        | 2007–2009           | 11                  | 16                  | Kamau Leverock      | 2019–2023           | 29                  | 25                  |
| Delyone Borden      | 2007–2009           | 12                  | 15                  | Zeko Burgess        | 2021–heute          | 30                  | 23                  |
| Stand: 3. Juli 2025 | Stand: 3. Juli 2025 | Stand: 3. Juli 2025 | Stand: 3. Juli 2025 | Stand: 3. Juli 2025 | Stand: 3. Juli 2025 | Stand: 3. Juli 2025 | Stand: 3. Juli 2025 |

### Mannschaftskapitäne
Bisher haben insgesamt zwei Spieler als Kapitän für Bermuda bei einem ODI fungiert und sieben für ein T20I.
| ODI | ODI            | ODI       | T20I           | T20I       |
| Nr. | Name           | Zeitraum  | Name           | Zeitraum   |
| --- | -------------- | --------- | -------------- | ---------- |
| 1   | Janeiro Tucker | 2006      | Irving Romaine | 2008       |
| 2   | Irving Romaine | 2006–2009 | Rodney Trott   | 2008–2019  |
| 3   |                |           | Terryn Fray    | 2019–heute |
| 4   |                |           | Dion Stovell   | 2019       |
| 5   |                |           | Kamau Leverock | 2021       |
| 6   |                |           | Delray Rawlins | 2023       |
| 7   |                |           | Sinclair Smith | 2025       |

## Bilanz
Die Mannschaft hat die folgenden Bilanzen gegen die Vollmitglieder des ICC im ODI- und T20I-Cricket (Stand: 3. Juli 2025).
| Gegner      | ODIs | ODIs | ODIs | ODIs | ODIs | T20Is | T20Is | T20Is | T20Is | T20Is |
| Gegner      | Sp.  | S    | U    | N    | NR   | Sp.   | S     | U     | N     | NR    |
| ----------- | ---- | ---- | ---- | ---- | ---- | ----- | ----- | ----- | ----- | ----- |
| Bangladesch | 2    | 0    | 0    | 2    | 0    | 0     | 0     | 0     | 0     | 0     |
| Indien      | 1    | 0    | 0    | 1    | 0    | 0     | 0     | 0     | 0     | 0     |
| Irland      | 1    | 0    | 0    | 1    | 0    | 1     | 0     | 0     | 1     | 0     |
| Simbabwe    | 2    | 0    | 0    | 2    | 0    | 0     | 0     | 0     | 0     | 0     |
| Sri Lanka   | 1    | 0    | 0    | 1    | 0    | 0     | 0     | 0     | 0     | 0     |
| West Indies | 1    | 0    | 0    | 1    | 0    | 0     | 0     | 0     | 0     | 0     |

## Internationale Turniere

### Cricket World Cup
- 1975: nicht eingeladen
- 1979: nicht qualifiziert (Qualifikation)
- 1983: nicht qualifiziert (Qualifikation)
- 1987: nicht qualifiziert (Qualifikation)
- 1992: nicht qualifiziert (Qualifikation)
- 1996: nicht qualifiziert (Qualifikation)
- 1999: nicht qualifiziert (Qualifikation)
- 2003: nicht qualifiziert (Qualifikation)
- 2007: Vorrunde (Qualifikation)
- 2011: nicht qualifiziert (Qualifikation)
- 2015: nicht qualifiziert (Qualifikation)
- 2019: nicht qualifiziert (Qualifikation)
- 2023: nicht qualifiziert (Qualifikation)
- 2027: nicht qualifiziert (Qualifikation)
- 2031: noch ausstehend

### Champions Trophy
- 1998: nicht qualifiziert
- 2000: nicht qualifiziert
- 2002: nicht qualifiziert
- 2004: nicht qualifiziert
- 2006: nicht qualifiziert
- 2009: nicht qualifiziert
- 2013: nicht qualifiziert
- 2017: nicht qualifiziert
- 2025: nicht qualifiziert
- 2029: nicht qualifiziert

### T20 World Cup
- 2007: nicht qualifiziert (Qualifikation)
- 2009: nicht qualifiziert (Qualifikation)
- 2010: nicht qualifiziert (Qualifikation)
- 2012: nicht qualifiziert (Qualifikation)
- 2014: nicht qualifiziert (Qualifikation)
- 2016: nicht qualifiziert (Qualifikation)
- 2021: nicht qualifiziert (Qualifikation)
- 2022: nicht qualifiziert
- 2024: nicht qualifiziert (Qualifikation)
- 2026: nicht qualifiziert (Qualifikation)
- 2028: noch ausstehend
- 2030: noch ausstehend

### ICC Intercontinental Cup
- 2004: Vorrunde
- 2005: Halbfinale
- 2006: Vorrunde
- 2007–08: Vorrunde
- 2009–10: nicht teilgenommen
- 2011–13: nicht qualifiziert
- 2015–17: nicht qualifiziert

### ICC Intercontinental Shield
- 2009–10: 4. Platz